# Denys Šostak
Denys Vadymovyč Šostak (in ucraino Денис Вадимович Шостак?; Poltava, 24 gennaio 2003) è un calciatore ucraino, centrocampista dell'Oleksandrija.

## Carriera

### Club
Ha iniziato a giocare a calcio nel settore giovanile del Vorskla per poi passare in quello dello Šachtar nel 2018. Nel 2021 è stato ceduto in prestito al Mariupol' ed il 7 agosto ha debuttato a livello professionistico nell'incontro di prima divisione ucraina perso 2-1 contro il Dnipro-1. L'estate successiva è passato in prestito all'Estoril Praia, club della prima divisione portoghese, dove non è mai riuscito a debuttare in competizioni ufficiali con la prima squadra, giocando solamente nella formazione Under-23.
L'8 agosto 2023 si è trasferito all'Oleksandrija, club di prima divisione. Nella stagione 2024-2025 ha anche esordito nelle competizioni UEFA per club, giocando 2 partite nei turni preliminari di Conference League.

### Nazionale
Ha giocato con le nazionali giovanili ucraine Under-16, Under-17, Under-19 ed Under-23.

## Statistiche

### Presenze e reti nei club
Statistiche aggiornate al 10 agosto 2025.
| Stagione            | Squadra             | Campionato          | Campionato | Campionato | Coppe nazionali | Coppe nazionali | Coppe nazionali | Coppe continentali | Coppe continentali | Coppe continentali | Altre coppe | Altre coppe | Altre coppe | Totale | Totale | Totale |
| Stagione            | Squadra             | Comp                | Pres       | Reti       | Comp            | Pres            | Reti            | Comp               | Pres               | Reti               | Comp        | Pres        | Reti        | Pres   | Reti   |        |
| ------------------- | ------------------- | ------------------- | ---------- | ---------- | --------------- | --------------- | --------------- | ------------------ | ------------------ | ------------------ | ----------- | ----------- | ----------- | ------ | ------ | ------ |
| 2021-2022           | Mariupol'           | PL                  | 13         | 0          | CU              | 2               | 0               | -                  | -                  | -                  | -           | -           | -           | 15     | 0      |        |
| 2024-2025           | Oleksandrija-2      | 2L                  | 2          | 0          | -               | -               | -               | -                  | -                  | -                  | -           | -           | -           | 2      | 0      |        |
| 2023-2024           | Oleksandrija        | PL                  | 17         | 1          | CU              | 2               | 0               | -                  | -                  | -                  | -           | -           | -           | 19     | 1      |        |
| 2024-2025           | Oleksandrija        | PL                  | 16         | 0          | CU              | 1               | 0               | -                  | -                  | -                  | -           | -           | -           | 17     | 0      |        |
| 2025-2026           | Oleksandrija        | PL                  | 2          | 0          | CU              | 0               | 0               | UECL               | 2                  | 0                  | -           | -           | -           | 4      | 0      |        |
| Totale Oleksandrija | Totale Oleksandrija | Totale Oleksandrija | 35         | 1          |                 | 3               | 0               |                    | 2                  | 0                  |             | -           | -           | 42     | 1      |        |
| Totale carriera     | Totale carriera     | Totale carriera     | 50         | 1          |                 | 5               | 0               |                    | 2                  | 0                  |             | -           | -           | 57     | 1      |        |